# Josia simplex
Josia simplex är en fjärilsart som beskrevs av Walker 1856. Josia simplex ingår i släktet Josia och familjen tandspinnare. Inga underarter finns listade i Catalogue of Life.